# Joan-Hilari Muñoz i Sebastià
Joan-Hilari Muñoz i Sebastià   (Tortosa, 21 de setembre de 1965 - Tortosa, 5 de febrer de 2025) fou un historiador tortosí interessat en la disseminació i recuperació del patrimoni de la ciutat, així com professor d'institut amb rang de catedràtic.
Originari de Vinallop, va néixer l'any 1965 a Tortosa, on va exercir de professor d'institut i com a historiador local va escriure moltes obres relacionades amb el patrimoni de la ciutat, incloent-hi algunes sobre la Catedral de Tortosa, i també sobre els orígens andalusins de la ciutat, antigament Turtuxa. Joan-Hilari Muñoz era un divulgador de la història i el patrimoni de Tortosa i autor de nombroses publicacions sobre el patrimoni historicoartístic de les Terres de l'Ebre, on també havia col·laborat en diferents iniciatives i rutes històriques a Tortosa amb entitats com Amics dels Castells i del Nucli Antic de Tortosa.
Va estudiar Geografia i Història a la seu de la UNED de Tortosa. Va obtenir el diploma en estudis avançats a la mateixa universitat en el Departament d’Història Moderna. Va ser professor a l’Institut Ramon Berenguer IV d’Amposta del 1989 al 2007. Després va ser professor catedràtic d'institut del Departament de Geografia i Història de l'Institut Dertosa.
Va morir a Tortosa l'any 2025 a causa d'un càncer amb només 59 anys.

## Obres
- Alguns aspectes de la vida material de Tortosa durant l’edat moderna (1553-1642), Cooperativa gráfica Dertosense (1996).[8]
- Art a la catedral de Tortosa, Catedral de Tortosa (2015).
- Cent anys del canal de l'Esquerra de l'Ebre (1912-2012), Cossetània (2013).[9]
- Cretas-Queretes en época medieval: actualización documental de la historia de Cretas-Queretes durante los siglos XIV y XV, Terès & Antolín, S.C., J.L. Camps (2023).
- Tortosa, Viena (2013).